# Jagrehnia paolina
Jagrehnia paolina är en kackerlacksart som först beskrevs av Giglio-Tos 1917.  Jagrehnia paolina ingår i släktet Jagrehnia och familjen jättekackerlackor. Inga underarter finns listade i Catalogue of Life.